# 더 킹 오브 파이터즈 2003
《더 킹 오브 파이터즈 2003》(The King of Fighters 2003, 약칭 KOF 2003)은 SNK 플레이모어가 제작하여 2003년 출시된 아케이드 대전 격투 게임이다. 《더 킹 오브 파이터즈》 시리즈의 열 번째 게임으로, 네오지오 아케이드 기판으로 개발된 마지막 작품이다. 2003년 3월 18일 오락실용으로 처음 출시됐고, 이듬해 3월 18일 가정용 네오지오 콘솔로도 발매되었다.
이번 게임에선 3대3 대전 규칙에서 같은 편끼리 실시간으로 교대하면서 싸우는 '멀티 시프트' 시스템을 도입했다. 또한 팀 중 한 명만을 리더로 선정해 사용할 수 있는 '리더 초필살기'도 등장했다. 네오지오 기종 이외에 플레이스테이션 2, 엑스박스에 이식됐다.

## 줄거리
네스츠 조직이 괴멸된 후 수수께끼의 인물에 의해 다시금 열린 '더 킹 오브 파이터즈' 격투대회가 게임의 무대이다.

### 등장인물
이번 게임의 주인공은 애쉬 크림존으로, 쿄와 이오리처럼  특수한 불꽃을 쓰는 능력이 있는 신비에 싸인 인간이다. 듀오론과 쉔 우와 함께 같은 팀을 이뤘다.  기존 팀 구성에서 네스츠 사가에서 합류한 인원 대부분이 제외됐고, 대신 새 인물 시조 히나코와 마린이 참전했다. 또한 《가로우: 마크 오브 더 울브스》에서 데뷔한 그리폰 마스크와 가토도 합류했다. 이번 작의 보스는 카구라 치즈루와 쌍둥이 언니 카구라 마키, 루갈의 아들 아델하이드 번스타인, 진 최종보스 무카이이다.
| 주연 팀                          | 아랑전설 팀                                     | 용호의 권 팀                                            | 이카리 워리어 팀                                        |
| -------------------------------- | ----------------------------------------------- | ------------------------------------------------------- | ------------------------------------------------------- |
| - 애쉬 크림슨 - 듀오론 - 쉔 우   | - 테리 보가드 - 그리폰 마스크 - 조 히가시       | - 료 사카자키 - 로버트 가르시아 - 유리 사카자키         | - 클락 스틸 - 랄프 존스 - 레오나 하이데른               |
| 아웃로 팀                        | 베니마루 팀                                     | 여성부 팀                                               | 여고생 팀                                               |
| - 야마자키 류지 - 빌리 칸 - 가토 | - 니카이도 베니마루 - 야부키 신고 - 다이몬 고로 | - 시라누이 마이 - 블루 마리 - 킹                        | - 아사미야 아테나 - 시조 히나코 - 마린                  |
| K' 팀                            | 삼신기 팀                                       | 기타                                                    | 기타                                                    |
| - K' - 맥시마 - 윕               | - 쿠사나기 쿄 - 야가미 이오리 - 카구라 치즈루   | - 쿠사나기 - 카구라 마키 - 아델하이드 번스타인 - 무카이 | - 쿠사나기 - 카구라 마키 - 아델하이드 번스타인 - 무카이 |